# Flogging Molly
Flogging Molly es una banda irlandesa estadounidense de punk celta formada en Los Ángeles, California, en el año 1997.

## Historia
Flogging Molly nacieron en una de las muchas tabernas de los nietos de los inmigrantes irlandeses de principios del siglo pasado que huyeron de la Gran Hambruna que mató a un millón de personas e hizo emigrar a otro millón y medio. Muy influidos por la música de sus antepasados, comenzaron a tocar en la taberna de Molly Malones, en Los Ángeles, dotando al folk irlandés de bandas como The Dubliners de otro tipo de música, más parecido a The Pogues.
La banda se formó en 1997 durante pequeñas actuaciones en la taberna Molly Malones, donde llegaron a autoproducirse su primer disco grabado delante de su público: Alive Behind the Green Door. No es muy común que una banda recién creada lance, como disco debut, un álbum en directo, pero gracias a este trabajo SideOneDummy Records se fijó en ellos y les ficharon para la grabación del segundo álbum. Swagger fue el título elegido para grabar su primer álbum de estudio en 2000, lo que les sirvió para embarcarse en una gira por ambos lados del Atlántico.
En 2002, la banda lanzó Drunken Lullabies (canciones de cuna de borrachos) donde se incluyó uno de los éxitos más importantes de la banda, el sencillo autotitulado "Drunken Lullabies". El álbum en sí también fue un gran éxito, consiguiendo entrar en el puesto 157 del Billboard estadounidense. Dos años más tarde la banda editó Within a Mile of Home, que logró el puesto número veinte en el Billboard de 2004. En 2006, Flogging Molly lanzó Whiskey on a Sunday, un álbum con un tema de estudio titulado "Laura", cuatro en acústico y cinco en directo, y un año más tarde sacaron Complete Control Sessions, el primer EP de su carrera. En marzo de 2008 la banda lanzó su cuarto álbum de estudio, titulado Float, aunque dos canciones de este álbum, "Requiem for a Dying Song" y "Float", habían sido incluidas en su álbum previo, tocadas de manera diferente.
En 2011, la banda lanzó su más reciente álbum titulado Speed of Darkness bajo su propia compañía Borstal Beat Records. Fue grabado en Echo Mountain, una vieja iglesia adaptada a estudio de grabación en Asheville, Carolina del Norte.

## Discografía

### Álbumes de estudio
| Año  | Álbum                 | Discográfica         |
| ---- | --------------------- | -------------------- |
| 2000 | Swagger               | SideOneDummy Records |
| 2002 | Drunken Lullabies     | SideOneDummy Records |
| 2004 | Within a Mile of Home | SideOneDummy Records |
| 2008 | Float                 | SideOneDummy Records |
| 2011 | Speed of Darkness     | Borstal Beat Records |
| 2017 | Life is Good          | Vanguard             |

### Álbumes en directo
| Año  | Álbum                       | Discográfica         |
| ---- | --------------------------- | -------------------- |
| 1997 | Alive Behind the Green Door | 26f Records          |
| 2006 | Whiskey on a Sunday         | SideOneDummy Records |
| 2010 | Live at the Greek Theatre   | SideOneDummy Records |

### EP
| Año  | Álbum                     | Discográfica         |
| ---- | ------------------------- | -------------------- |
| 2007 | Complete Control Sessions | SideOneDummy Records |

## Sencillos
| Año  | Álbum                 | Tipo    | Discográfica         |
| ---- | --------------------- | ------- | -------------------- |
| 2000 | "Salty Dog"           | LP 7"   | SideOneDummy Records |
| 2008 | "Float"               | LP 7"   | SideOneDummy Records |
| 2011 | "Don't Shut 'Em Down" | Digital | SideOneDummy Records |

## Miembros

### Actualmente
- Dave King - cantante, guitarra acústica, bodhrán, banjo
- Bridget Regan - violín, whistle, gaita, coros
- Dennis Casey - guitarra, coros
- Matt Hensley - acordeón, concertina
- Nathen Maxwell bajo, coros
- Bob Schmidt - mandolina, mandola, banjo, bouzouki y coros
- George Schwindt - batería, percusión y bodhran

Por un tiempo PJ Smith - acordeón, remplazó a Matt Hensley.